# Straßenbahnmünze

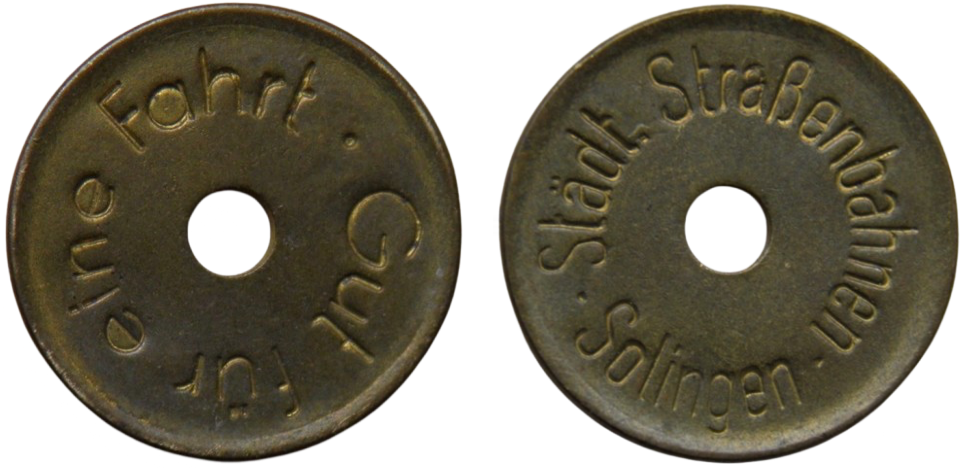
Lochmünze der Städtischen Straßenbahnen Solingen

Eine Straßenbahnmünze, auch Straßenbahngeld, Straßenbahnmarke oder Fahrmarke genannt, ist eine Wertmarke, die als Geldersatzmittel statt einer regulären Fahrkarte aus Papier oder Karton ausgegeben wird. Abgesehen von der namensgebenden Straßenbahn ist das Prinzip aber auch bei zahlreichen anderen öffentlichen Verkehrsmitteln anzutreffen. Solche Wertmarken sind nur im Vorverkauf erhältlich und gelten meist nur für eine Einzelfahrt ohne Umstieg. Sie werden vor oder während der Fahrt vom Personal oder speziellen Automaten wieder eingesammelt und später erneut verwendet. Sie bleiben somit jederzeit im Eigentum des jeweiligen Verkehrsunternehmens, deshalb trugen die Fahrmarken in Osnabrück beispielsweise den expliziten Hinweis „Eigentum der Straßenbahn Osnabrück“ und diejenigen der Straßenbahn Schleswig die Prägung „auf Widerruf“.
In der Gegenwart ist die Methode noch bei manchen U-Bahnen, insbesondere auf dem Gebiet der ehemaligen Sowjetunion und in Asien, sowie bei einigen Bus-Rapid-Transit-Systemen anzutreffen. Sie verwenden meist Jetons aus Plastik, aus Gründen der Fälschungssicherheit teilweise mit integriertem Chip, die der Passagier vor Fahrtantritt an der Bahnsteigsperre respektive Vereinzelungsanlage am Zugang zur Haltestelle einwerfen muss, damit diese sich öffnet. International spricht man heute meist von Tokens, Jetons oder Fahrchips.

## Geschichte

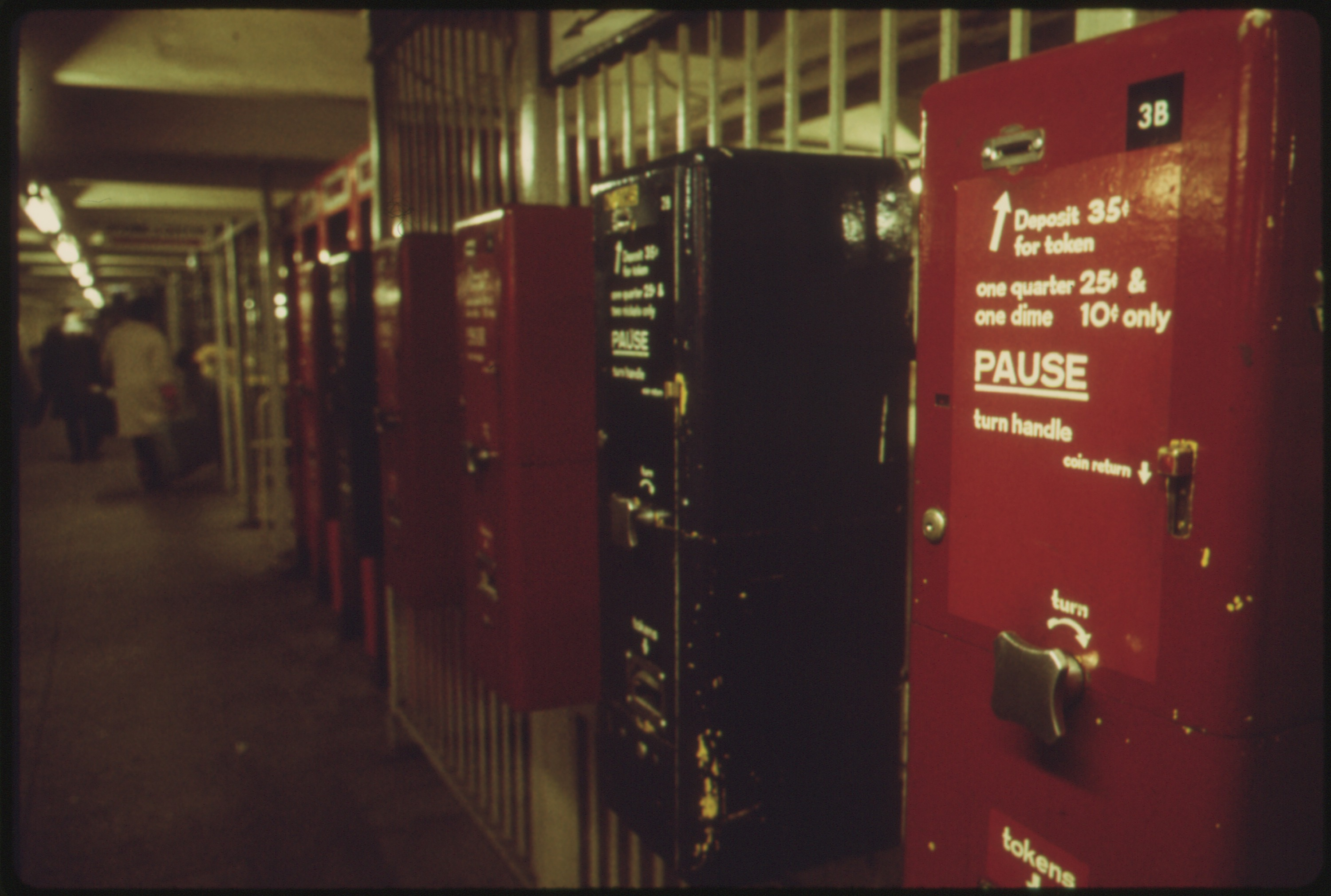
Verkaufsautomaten der New York City Subway im Jahr 1974, gegen Einwurf eines Vierteldollars und eines Dimes gaben sie einen Token im Wert von 35 Cent aus

Fahrmünzen waren schon zu Zeiten der Pferdebahnen und Pferdeomnibusse im ausgehenden 19. Jahrhundert gebräuchlich, spielten dann aber insbesondere als Notgeld bzw. Notmünzen während der starken Inflation in der Zwischenkriegszeit eine Rolle. Hierbei ersparten sich die Verkehrsunternehmen vor allem den ständigen Neudruck von Fahrkarten mit dem jeweils aktuellen Fahrpreis. In diesem Fall wurden die Fahrmünzen ohne Nennwert ausgegeben, ersatzweise trugen sie Aufschriften wie „Gut für eine Fahrt“ oder „Gültig für eine Fahrt“. Klassische Straßenbahnmünzen bestanden meist aus günstigen Metallen wie Aluminium, Eisen, Messing oder Zink, diesbezügliche Ausnahmen waren das sogenannte Porzellangeld der Straßenbahn Meißen von 1921 sowie die Keramik-Fahrgeldmarken der Straßenbahn Hamburg von 1923. In Halle (Saale) und Leipzig musste zeitweise sogar auf Materialien wie gepresste Pappe, Holz oder Leder zurückgegriffen werden. Wieder andere Betriebe verzichteten aufgrund der Materialknappheit gleich ganz auf die Münzprägung und gaben damals alternativ Gutscheine respektive Notgeldscheine aus.
Generell vereinfachen Fahrmünzen die Abfertigung an Bord des jeweiligen Verkehrsmittels, zum einen weil der Fahrgast in der Regel keinen zusätzlichen Beleg erhält und zum anderen weil kein Wechselgeld ausgegeben werden muss. So ermöglichten sie beispielsweise schon früh den Einmannbetrieb ohne Schaffner. Statt Letzterem verfügten die ersten schaffnerlosen Wagen über eine verschließbare Zahlbox im Sichtkreis des Fahrers, in die die Fahrmarke eingeworfen werden musste.
Zudem ermöglichen es Fahrmünzen, Nennwerte abzubilden, die mit den regulären Umlaufmünzen nicht darstellbar sind. So ließ beispielsweise die Gemeinde Wien – städtische Straßenbahnen (WStB) in Folge der Währungsumstellung nach dem „Anschluss“ an das Deutsche Reich beim Hauptmünzamt vier Millionen spezielle Straßenbahnmünzen im Nennwert von sieben Reichspfennig prägen. Diese Maßnahme war nötig, um den erst 1934 eingeführten Zehn-Groschen-Kleinzonentarif beibehalten zu können, bei dem die Fahrgäste die entsprechende Münze in eine spezielle Büchse beim Fahrer einwerfen mussten. Die im März 1938 ersatzweise eingeführten Straßenbahnmünzen waren in Trafiken erhältlich und wurden, nach der Erhöhung des Kleinzonentarifes auf zehn Reichspfennig, schon im Mai 1940 wieder eingezogen.
Die Städtische Straßenbahn Zwickau wiederum gab früher spezielle Umsteige-Kontrollmarken aus. Diese Münzen waren nur zusammen mit einem gleichzeitig gelösten Fahrschein gültig. Mit ihnen konnte der Fahrgast nach dem Wechsel auf den zweiten Wagen seine Umsteigeberechtigung nachweisen, obwohl der eigentliche Fahrschein bereits entwertet war.
Fährunternehmen wie beispielsweise die Hafendampfschiffahrt-Actiengesellschaft (H.D.A.G.) im Hamburger Hafen gaben für ihre Schiffe früher spezielle Fährmarken aus.

## Galerie

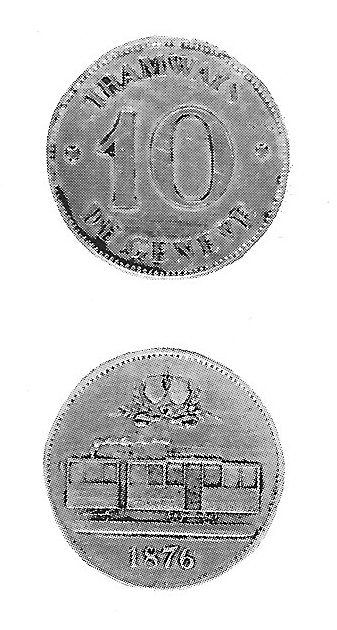
Zehn-Centimes-Münze der Straßenbahn Genf von 1876
Schülermarke der Städtischen Straßenbahn Spandau, ausgegeben statt einer Monatskarte
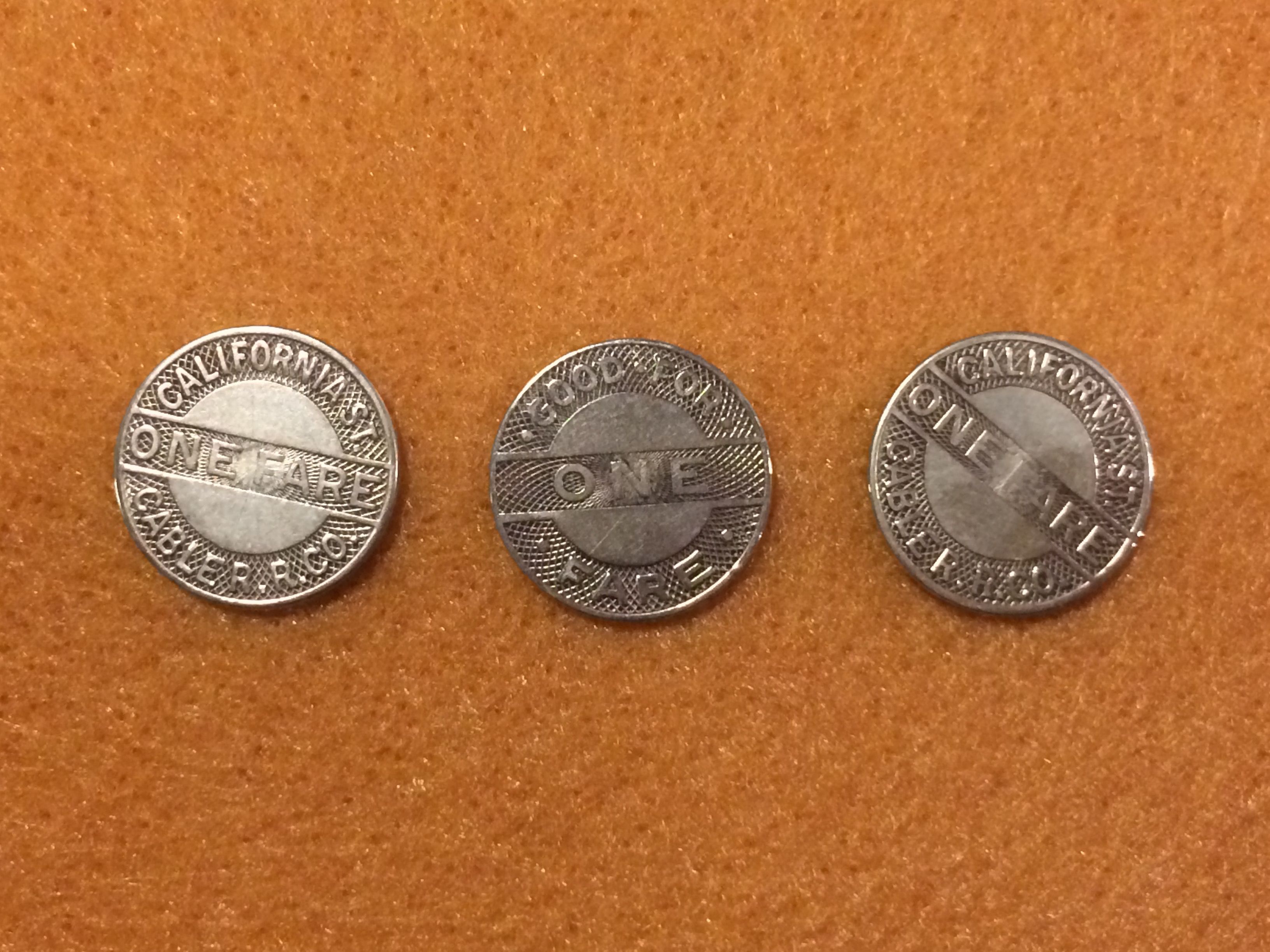
Historische Tokens der San Francisco Cable Cars
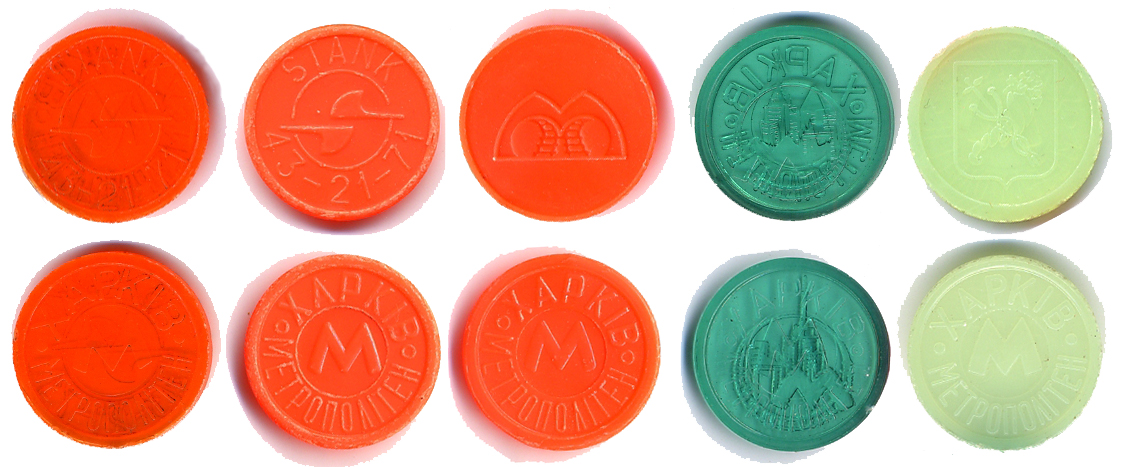
Plastik-Jetons der Metro Charkiw in der Ukraine
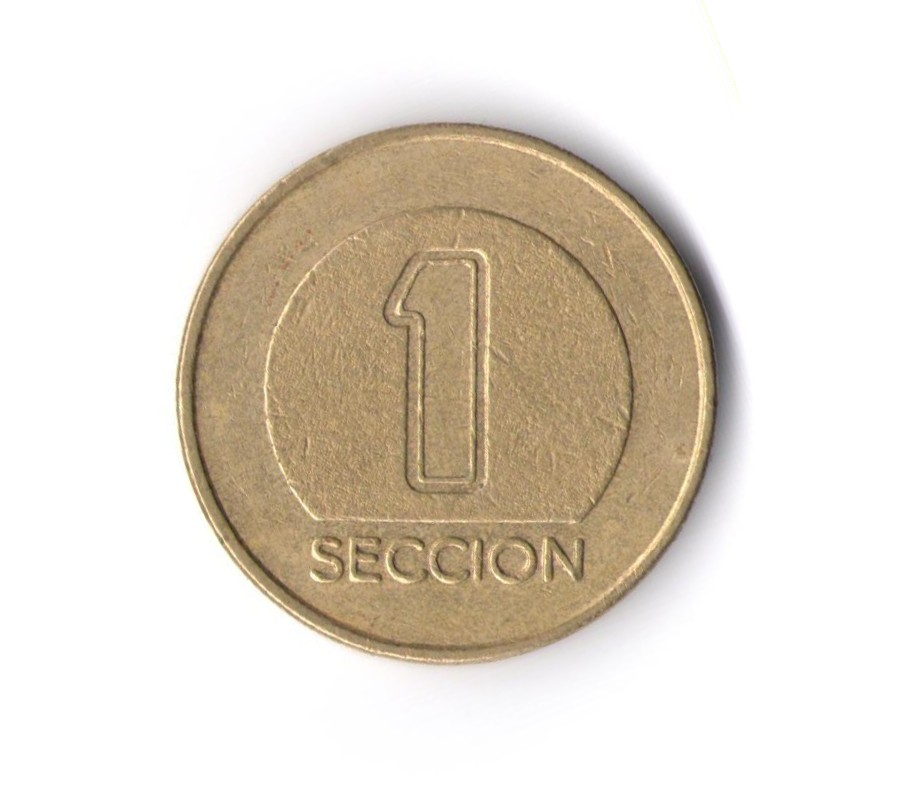
Omnibus-Token aus Córdoba in Argentinien, gültig für eine Sektion (Teilstrecke)
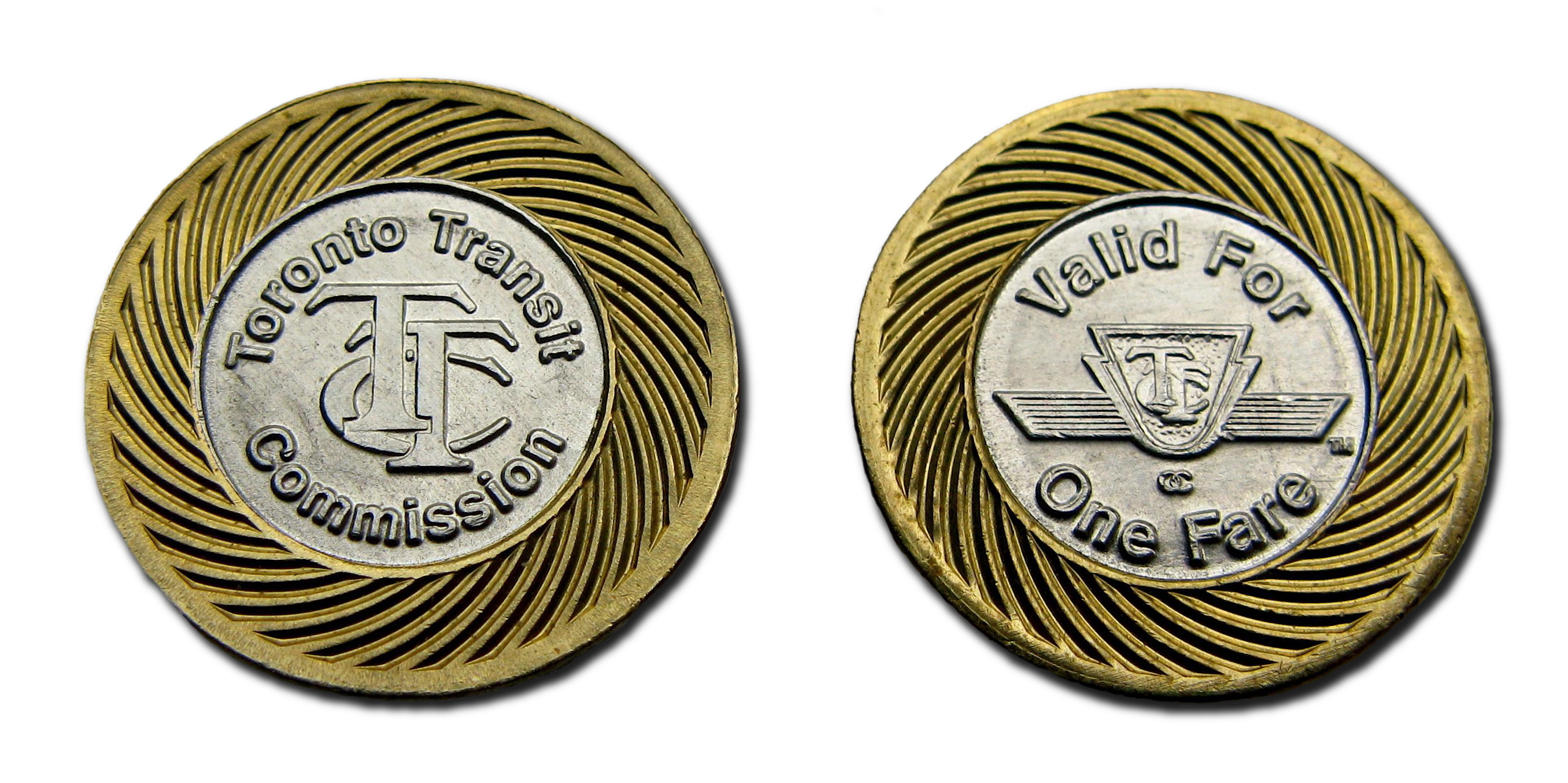
Bimetallmünze der Toronto Transit Commission